# Correspondance entre logiciels libres et logiciels propriétaires
Cet article est une liste de choix alternatifs libres proposant des fonctionnalités proches de logiciels propriétaires bien établis dans leur domaine d'application. Cette liste n'est pas exhaustive.
Présentant les logiciels disponibles sur les systèmes Windows, GNU/Linux, Mac OS et BSD, la liste est divisée par domaines d'application.

## Les logiciels

### Bureautique
| Fonctionnalité                        | Logiciels propriétaires                                                      | Logiciels libres | Logiciels libres | Logiciels libres                                                                                       | Logiciels libres |
| Fonctionnalité                        | Logiciels propriétaires                                                      | Windows | GNU/Linux | Mac OS                                                                                                 | BSD |
| ------------------------------------- | ---------------------------------------------------------------------------- | --- | --- | --- | --- |
| Suite bureautique                     | - iWork - Microsoft Office - StarOffice - Lotus Symphony - WPS Office        | - LibreOffice - Onlyoffice - OpenOffice.org - Calligra Suite                                                            | - GNOME Office - Calligra Suite - LibreOffice - Onlyoffice - OpenOffice.org - Siag Office                                                                     | - GNOME Office - Calligra Suite - LibreOffice - Onlyoffice - OpenOffice.org - NeoOffice - Siag Office  | - Siag Office - LibreOffice - OpenOffice.org - Calligra Suite                                                                       |
| Traitement de texte                   | - Microsoft Word - WordPad - Pages - Lotus Symphony Documents                | - AbiWord - LibO Writer - Onlyoffice - OOo Writer                                                                       | - AbiWord - KWord - LibO Writer - Onlyoffice - OOo Writer - Pathetic Writer                                                                                   | - AbiWord - KWord - LibO Writer - Onlyoffice - OOo Writer - Pathetic Writer                            | - AbiWord - LibO Writer - OOo Writer - Pathetic Writer                                                                              |
| Système de gestion de base de données | - FileMaker Pro - IBM DB2 - Microsoft Access - Microsoft SQL Server - Oracle | - Firebird - Ingres - MariaDB - MySQL - PostgreSQL - LibO Base - OOo Base                                               | - Berkeley DB - Firebird - Ingres - Kexi - MariaDB - MySQL - PostgreSQL - LibO Base - OOo Base                                                                | - Firebird - Kexi - MariaDB - MySQL - PostgreSQL - LibO Base - OOo Base                                | - Berkeley DB - Firebird - MariaDB - MySQL - PostgreSQL - LibO Base - OOo Base                                                      |
| Tableur                               | - Microsoft Excel - Lotus Symphony Spreadsheets - iWork Numbers              | - Gnumeric - LibO Calc - Onlyoffice - OOo Calc                                                                          | - Gnumeric - KSpread - LibO Calc - Onlyoffice - OOo Calc - Siag                                                                                               | - Gnumeric - KSpread - LibO Calc - Onlyoffice - OOo Calc - Siag                                        | - Gnumeric - LibO Calc - OOo Calc - Siag                                                                                            |
| Création de diagrammes                | - Microsoft Visio - OmniGraffle                                              | - Dia - LibO Draw - OOo Draw                                                                                            | - Dia - Kivio - LibO Draw - OOo Draw - Umbrello | - Dia - Kivio - LibO Draw - OOo Draw                                                                   | - Dia - LibO Draw - OOo Draw |
| Création de présentations             | - Keynote - Microsoft Office PowerPoint - Lotus Symphony Presentations       | - LibO Impress - Onlyoffice - OOo Impress - Open-Sankoré                                                                | - KPresenter - LibO Impress - Onlyoffice - OOo Impress - Prosper - Open-Sankoré                                                                               | - KPresenter - LibO Impress - Onlyoffice - OOo Impress - Prosper - Open-Sankoré                        | - LibO Impress - OOo Impress - Prosper                                                                                              |
| Gestion de projets                    | - Microsoft Project - VisualProjet                                           | - ProjectLibre - dotProject (en) - GanttProject - Open Workbench - OpenProj - OpenProject - eGroupWare - ProjeQtOr (en) | - ProjectLibre - dotProject (en) - GanttProject - Outreach - Planner (program) (en) - OpenProj - OpenProject - eGroupWare - Feng Office (en) - ProjeQtOr (en) | - ProjectLibre - dotProject (en) - GanttProject - OpenProj - OpenProject - eGroupWare - ProjeQtOr (en) | - dotProject (en) - GanttProject - Planner (program) (en) - OpenProj - OpenProject - eGroupWare - Feng Office (en) - ProjeQtOr (en) |
| Groupware                             | - Lotus Notes - Microsoft Entourage - Microsoft Outlook                      | - Open-Xchange - SOGo - Evolution                                                                                       | - Evolution - Kontact - Open-Xchange - SOGo - Citadel (software) (en) - The Bug Genie (ru) - BlueMind                                                         | - Kontact - Evolution - Open-Xchange - SOGo                                                            | - Evolution - Kontact - Open-Xchange - SOGo - Citadel (software) (en) - The Bug Genie (ru) - BlueMind                               |
| Comptabilité personnelle              | - Microsoft Money - Intuit Quicken (en)                                      | - GnuCash - Grisbi - KMyMoney - HomeBank                                                                                | - Eqonomize - GnuCash - Grisbi - KMyMoney - HomeBank | - GnuCash - Grisbi - HomeBank                                                                          | - Eqonomize - GnuCash - Grisbi - KMyMoney                                                                                           |
| Idéateur                              | - Evernote                                                                   | - Joplin - Standard Notes                                                                                               | - Joplin - Standard Notes | - Joplin - Standard Notes                                                                              | - Joplin (CLI) |

### Graphisme
| Fonctionnalité                      | Logiciels propriétaires                                                                       | Logiciels libres                                                                | Logiciels libres                                                                   | Logiciels libres                                                           | Logiciels libres                                                          |
| Fonctionnalité                      | Logiciels propriétaires                                                                       | Windows                                                                         | GNU/Linux                                                                          | Mac OS                                                                     | BSD                                                                       |
| ----------------------------------- | --------------------------------------------------------------------------------------------- | ------------------------------------------------------------------------------- | ---------------------------------------------------------------------------------- | -------------------------------------------------------------------------- | ------------------------------------------------------------------------- |
| Dessin assisté par ordinateur       | - 3D Turbo - AutoCAD - Bocad                                                                  | - FreeCAD - LibreCAD - Qcad                                                     | - Qcad - SagCAD - python-CAD - LibreCAD - FreeCAD                                  | - LibreCAD - Qcad                                                          | - LibreCAD - Qcad                                                         |
| Conception assistée par ordinateur  | - 3D Turbo - NX (Unigraphics) - CATIA - SolidWorks                                            | - BRL-CAD - HeeksCAD - FreeCAD - OpenSCAD                                       | - BRL-CAD - HeeksCAD - FreeCAD - OpenSCAD                                          | - BRL-CAD - FreeCAD - OpenSCAD                                             |                                                                           |
| Dessin vectoriel                    | - Adobe Illustrator - CorelDraw - Adobe Flash                                                 | - LibO Draw - OOo Draw - DrawSWF - Inkscape - JGenerator - Sodipodi             | - LibO Draw - OOo Draw - DrawSWF - Inkscape - JGenerator - Sodipodi - Xfig         | - LibO Draw - OOo Draw - DrawSWF - Inkscape - JGenerator - Sodipodi - Xfig | - LibO Draw - OOo Draw - Inkscape - Sodipodi - Xfig                       |
| Modélisation 3D, Rendu, Ray Tracing | - 3D Turbo - Cinema 4D - 3ds Max - Maya - Google SketchUp - Softimage                         | - Art of Illusion - Blender - K-3D (ru) - OpenFX - POV-Ray - Wings 3D - YafaRay | - Art of Illusion - Blender - K-3D (ru) - POV-Ray - Sabrina - Wings 3D - YafaRay   | - Art of Illusion - Blender - K-3D (ru) - POV-Ray - Wings 3D - YafaRay     | - Art of Illusion - Blender                                               |
| Gestionnaire d'images               | - ACDSee - Adobe Photoshop LightRoom - Apple Aperture - iPhoto - Picasa                       | - JBrout - Darktable                                                            | - DigiKam - JBrout - KPhotoAlbum - GThumb - F-Spot - GQView - Darktable - Gwenview | - Gwenview - Darktable                                                     | - DigiKam - KPhotoAlbum - GThumb - F-Spot - GQView - Darktable - Gwenview |
| Retouche d'image, Dessin bitmap     | - Photoshop - Corel Photo-Paint - OpenCanvas - Corel Paint Shop Pro - PhotoFiltre - Paint.NET | - Krita - GIMP - Mypaint - Pinta - mtPaint (en)                                 | - Krita - GIMP - Mypaint - Pinta - mtPaint (en)                                    | - GIMP - Mypaint - Pinta                                                   | - Krita - GIMP - Mypaint - Pinta - mtPaint (en)                           |
| Visionneuse d'images                | - IrfanView - Konvertor - XnView - ACDSee                                                     | - Ekspos - Jcap - Cornice - Nomacs - PicView                                    | - Ekspos - GQView - Jcap - KuickShow - Cornice - Gwenview - Nomacs                 | - Ekspos - GQView - Jcap - KuickShow - Nomacs                              | - GQView - KuickShow - Gwenview                                           |

### Internet
| Fonctionnalité                               | Logiciels propriétaires                                                                         | Logiciels libres                                                                           | Logiciels libres | Logiciels libres                                                                                                | Logiciels libres                                                                  |
| Fonctionnalité                               | Logiciels propriétaires                                                                         | Windows                                                                                    | GNU/Linux | Mac OS | BSD                                                                               |
| -------------------------------------------- | ----------------------------------------------------------------------------------------------- | ------------------------------------------------------------------------------------------ | --- | --- | --------------------------------------------------------------------------------- |
| Navigateur Web                               | - Internet Explorer est remplacé par Microsoft Edge - Google Chrome - Opera - Safari            | - Firefox - Chromium, Iron - K-Meleon - Lynx - SeaMonkey - Flock (logiciel abandonné)      | - Dillo - Epiphany - Firefox - Flock - Chromium, Iron - Galeon - Iceweasel - Konqueror - Links - Lynx - Midori - SeaMonkey - w3m | - Dillo - Camino - Epiphany - Firefox - Flock - Chromium, Iron - Galeon - Konqueror - Lynx - SeaMonkey - Shiira | - Dillo - Epiphany - Firefox - Chromium - Links - Lynx - Midori - SeaMonkey - w3m |
| Client de messagerie                         | - Apple Mail - Outlook                                                                          | - Claws Mail - Evolution - Sylpheed - Thunderbird                                          | - Balsa - Claws Mail - Evolution - GNUMail - KMail - Libremail - Mutt - Sylpheed - Thunderbird - Geary                           | - Evolution - GNUMail - KMail - Mutt - Sylpheed - Thunderbird                                                   | - Balsa - Claws Mail - Evolution - GNUMail - Mutt - Sylpheed - Thunderbird        |
| Client de messagerie instantanée             | - AOL Instant Messenger - Google Talk - ICQ - iChat - Windows Live Messenger - Yahoo! Messenger | - Linphone - emesene - Element - CenterICQ - Jitsi - Pidgin - JChatIRC - Miranda IM - PSI  | - Linphone - emesene - Element - Ayttm - CenterICQ - Jitsi - Pidgin - JChatIRC - Kopete - PSI - Empathy                          | - Linphone - Adium X - CenterICQ - Element - Jitsi - Pidgin - JChatIRC - Kopete - PSI                           | - emesene - Ayttm - CenterICQ - Jitsi - Pidgin - Kopete - PSI - Empathy           |
| Visioconférence                              | - iChat - Windows Live Messenger - NetMeeting - Orange Link - Zoom                              | - Jitsi - Ekiga - BigBlueButton - Linphone - OpenTalk                                      | - Jitsi - Ekiga - BigBlueButton - Linphone - OpenTalk                                                                            | - Jitsi - Ekiga - BigBlueButton - Linphone - OpenTalk                                                           | - Jitsi - Ekiga - BigBlueButton - OpenTalk                                        |
| Client FTP                                   | - CuteFTP (en)                                                                                  | - FileZilla - FireFTP (extension Firefox et BlueGriffon) - wlFxp                           | - FileZilla - FireFTP (extension Firefox et BlueGriffon) - gFTP - wlFxp                                                          | - Fugu (software) (en) - Cyberduck - gFTP - FileZilla - FireFTP (extension Firefox et BlueGriffon) - wlFxp      | - FileZilla - FireFTP (extension Firefox) - gFTP                                  |
| Client IRC                                   | - mIRC                                                                                          | - Pidgin - JChatIRC - KVIrc - HexChat - XChat - Irssi                                      | - BitchX - Pidgin - JChatIRC - Konversation - KVIrc - HexChat - XChat - Irssi                                                    | - BitchX - Pidgin - JChatIRC - KVIrc - HexChat - XChat - Irssi                                                  | - BitchX - Pidgin - Konversation - KVIrc - HexChat - XChat - Irssi                |
| Client Jabber (liste)                        | - Akeni Jabber Client - Google Talk - iChat                                                     | - Coccinella - Exodus - Jitsi - Pidgin - Psi                                               | - Coccinella - Jitsi - Pidgin - Gajim - Gossip - Psi - Kopete                                                                    | - Coccinella - Jitsi - Pidgin - Psi                                                                             | - Coccinella - Jitsi - Pidgin - Gajim - Psi - Kopete                              |
| Voix sur réseau IP                           | - Discord - Gizmo5 - Skype                                                                      | - Linphone - Ekiga - Jitsi - QuteCom - OpenZoep                                            | - Ekiga - Jitsi - KPhone - Linphone - QuteCom - OpenZoep - Twinkle                                                               | - Linphone - Ekiga - Jitsi - QuteCom - OpenZoep                                                                 | - Ekiga - Jitsi - KPhone - Twinkle                                                |
| Gestionnaire de téléchargement               | - FlashGet - GetRight                                                                           | - cURL - DownThemAll! (extension Firefox) - Free Download Manager - Wget - wxDownload Fast | - cURL - DownThemAll! (extension Firefox) - KGet - Wget - wxDownload Fast                                                        | - cURL - DownThemAll! (extension Firefox) - wxDownload Fast                                                     | - cURL - DownThemAll! (extension Firefox) - Wget                                  |
| Lecteur multimédia en ligne (audio et vidéo) | - Adobe Flash Player                                                                            | - Cortado (software) (en)                                                                  | - Cortado (software) (en) | - Cortado (software) (en)                                                                                       |                                                                                   |
| Cloud                                        | - Google Drive - Microsoft OneDrive - iCloud - DropBox                                          | - Nextcloud - OpenCloud - Owncloud                                                         | - Nextcloud - OpenCloud - Owncloud                                                                                               | - Nextcloud - OpenCloud - Owncloud                                                                              | - Nextcloud - OpenCloud - Owncloud                                                |

### Loisirs
| Fonctionnalité           | Logiciels propriétaires | Logiciels libres                          | Logiciels libres                                  | Logiciels libres                          | Logiciels libres                |
| Fonctionnalité           | Logiciels propriétaires | Windows                                   | GNU/Linux                                         | Mac OS                                    | BSD                             |
| ------------------------ | ----------------------- | ----------------------------------------- | ------------------------------------------------- | ----------------------------------------- | ------------------------------- |
| Généalogie               | - Généatique - Heredis  | - Ancestris - GeneWeb - GRAMPS - webtrees | - Genes - Ancestris - GeneWeb - GRAMPS - webtrees | - Ancestris - GeneWeb - GRAMPS - webtrees | - Ancestris - GRAMPS - webtrees |
| Gps (route et randonnée) | - MapSource - Basecamp  | - QMapShack                               | - QMapShack                                       | - QMapShack                               |                                 |

### Multimédia
| Fonctionnalité                  | Logiciels propriétaires | Logiciels libres | Logiciels libres | Logiciels libres                                                                     | Logiciels libres                                                                             |
| Fonctionnalité                  | Logiciels propriétaires | Windows | GNU/Linux | Mac OS                                                                               | BSD                                                                                          |
| ------------------------------- | --- | --- | --- | ------------------------------------------------------------------------------------ | -------------------------------------------------------------------------------------------- |
| Lecteur multimédia              | - Lecteur Windows Media - PowerDVD - QuickTime Player - RealPlayer | - Gplay - VideoLAN (VLC) - MPlayer - Media Player Classic                                                                                           | - Banshee - Kaffeine - MPlayer - Totem - VideoLAN (VLC) - xine                                                                                           | - MPlayer - Totem - VideoLAN (VLC) - xine                                            | - Banshee - Kaffeine - MPlayer - Totem - VideoLAN (VLC) - xine                               |
| Lecteur audio                   | - iTunes - Sonique - Winamp - MediaMonkey | - AIMP - Clementine - Coolplayer - Foobar2000 - Jajuk - MusikCube - Zinf - Nightingale                                                              | - AmaroK - BMPx - Clementine - Exaile - Jajuk - juK - Rhythmbox - XMMS - Zinf - Muine - Listen - Audacious - Nightingale - Quod Libet - WxMusik          | - AmaroK - Clementine - Jajuk - Rhythmbox - XMMS - Nightingale                       | - AmaroK - Clementine - Exaile - juK - Rhythmbox - XMMS - Zinf - Muine - Audacious           |
| Montage vidéo                   | - Adobe Premiere Pro - Avid - Final Cut Studio - iMovie HD - Windows Movie Maker - Pinnacle Systems Studio - Lightworks - DaVinci Resolve - HitFilm - Wondershare Filmora | - Kdenlive - Avidemux - Blender (éditeur intégré) - CinePaint - ffDiaporama - VideoLAN Movie Creator - VirtualDub - OpenShot Video Editor - Shotcut | - Kdenlive - OpenShot Video Editor - Avidemux - Blender (éditeur intégré) - Cinelerra - CinePaint - ffDiaporama - Kino - Pitivi - VideoLAN Movie Creator | - Avidemux - Blender (éditeur intégré) - CinePaint - Pitivi - VideoLAN Movie Creator | - Kdenlive - Avidemux - Blender (éditeur intégré) - CinePaint - Kino - OpenShot Video Editor |
| Compositing, Effets visuels     | - Nuke - Fusion - After Effects | - Natron - Blender | - Natron - Blender | - Natron - Blender                                                                   | - Natron                                                                                     |
| Musique assistée par ordinateur | - Cubase - Logic Pro - Reaper - Ableton - Pro Tools | - Audacity | - Audacity - Ardour - Rosegarden | - Audacity - Ardour                                                                  | - Audacity - Ardour - Rosegarden                                                             |
| Extraction audio                | - Audio Catalyst | - BladeEnc - CDex - LameFE - fre:ac | - BladeEnc - Grip - Sound Juicer | - BladeEnc                                                                           | - Grip                                                                                       |
| Séquenceurs MIDI                | - Cake-walk - GarageBand | - Midi-OX - LMMS | - Hydrogen - Jazz++ - LMMS |                                                                                      |                                                                                              |
| Lecteur d'applications Flash    | - Adobe Flash | | - Gnash associé à Lightspark (fonctionne en partie) |                                                                                      |                                                                                              |

### Progiciels
| Fonctionnalité                                              | Logiciels propriétaires                            | Logiciels libres                     | Logiciels libres                     | Logiciels libres                     | Logiciels libres     |
| Fonctionnalité                                              | Logiciels propriétaires                            | Windows                              | GNU/Linux                            | Mac OS                               | BSD                  |
| ----------------------------------------------------------- | -------------------------------------------------- | ------------------------------------ | ------------------------------------ | ------------------------------------ | -------------------- |
| Progiciel de gestion intégré                                | - SAP - Peoplesoft Enterprise - Microsoft Navision | - Compiere - ERP5 - Odoo - Dolibarr  | - Compiere - ERP5 - Odoo - Dolibarr  | - ERP5 - Odoo                        | - Odoo               |
| Espaces numériques de travail et gestion de la vie scolaire | - Pronote - Itop - VieScolaire.net - Sconet        | - Triade - Gepi - Claroline - Moodle | - Triade - Gepi - Claroline - Moodle | - Triade - Gepi - Claroline - Moodle | - Claroline - Moodle |
| Moteurs de workflow                                         | - WorkflowGen - Intraqual dynamic                  | - Bonita - jBPM - ProcessMaker       | - Bonita - ProcessMaker              | - Bonita                             |                      |

### Publication
| Fonctionnalité                      | Logiciels propriétaires                                                 | Logiciels libres                                                         | Logiciels libres | Logiciels libres                                                                       | Logiciels libres                                    |
| Fonctionnalité                      | Logiciels propriétaires                                                 | Windows                                                                  | GNU/Linux | Mac OS                                                                                 | BSD                                                 |
| ----------------------------------- | ----------------------------------------------------------------------- | ------------------------------------------------------------------------ | --- | -------------------------------------------------------------------------------------- | --------------------------------------------------- |
| Création de pages Web               | - Adobe Dreamweaver - Microsoft FrontPage - Netscape Composer           | - Bluefish - BlueGriffon - Komodo - KompoZer - Nvu - OOo Web - SeaMonkey | - Bluefish - BlueGriffon - Komodo - KompoZer - Nvu - OOo Web - Quanta Plus - Kate - SeaMonkey                                   | - Bluefish - BlueGriffon - Komodo - KompoZer - Nvu - OOo Web - Quanta Plus - SeaMonkey | - Bluefish - Komodo - KompoZer - Quanta Plus - Kate |
| Publication assistée par ordinateur | - Adobe FrameMaker - Microsoft Publisher - QuarkXPress - Adobe InDesign | - LibO Draw - OOo Draw - Scribus                                         | - LibO Draw - OOo Draw - Scribus                                                                                                | - LibO Draw - OOo Draw - Scribus                                                       | - LibO Draw - OOo Draw - Scribus                    |
| Lecteur de fichiers PDF             | - Adobe Acrobat - Foxit Reader - Aperçu (Mac OS X)                      | - Ghostscript/Ghostview - Xpdf - Sumatra PDF                             | - Okular - Evince - Ghostscript/Ghostview - GPdf - Xpdf - KPDF                                                                  | - Evince - Ghostscript/MacGSView - GPdf - Xpdf                                         | - Evince - Ghostscript/Ghostview - Xpdf             |
| Création de fichiers PDF            | - Adobe Acrobat - Aperçu (Mac OS X) - Oracle Open Office                | - LibreOffice - OpenOffice.org - PDFCreator - PDFtk                      | - LibreOffice - OpenOffice.org - PDFtk                                                                                          | - LibreOffice - OpenOffice.org - PDFtk                                                 | - LibreOffice - OpenOffice.org - PDFtk              |
| Manipulation de fichiers PDF        | - Adobe Acrobat                                                         | - Ghostscript/Ghostview - JPdfNup - Livret                               | - PDF Split and Merge - Evince - pdfunite et pdfseparate (ligne de commande) - Ghostscript/Ghostview - JPdfNup - Bookletimposer | - Evince - Ghostscript/MacGSView - JPdfNup - Livret                                    | - Evince - Ghostscript/MacGSView                    |

### Serveurs
| Fonctionnalité                   | Logiciels propriétaires                        | Logiciels libres                                 | Logiciels libres                                              | Logiciels libres                               | Logiciels libres                                   |
| Fonctionnalité                   | Logiciels propriétaires                        | Windows                                          | GNU/Linux                                                     | Mac OS                                         | BSD                                                |
| -------------------------------- | ---------------------------------------------- | ------------------------------------------------ | ------------------------------------------------------------- | ---------------------------------------------- | -------------------------------------------------- |
| Serveur HTTP                     | - IIS - IBM Lotus Domino                       | - Apache - Hiawatha (compilé via Cygwin) - nginx | - Apache - nginx - lighttpd - Cherokee - Hiawatha             | - Apache                                       | - Apache - nginx - lighttpd - Cherokee - Hiawatha  |
| Serveur de fichiers              | - Microsoft Windows Server 2003                | - Samba - NFS                                    | - Samba - NFS - TrueNAS SCALE                                 | - Samba - NFS                                  | - Samba - NFS - TrueNAS CORE                       |
| Serveur FTP                      | - Sambar Server                                | - FileZilla Server                               | - ProFTPd - Pure-FTPd - vsFTPd                                | - ProFTPd - Pure-FTPd                          | - ProFTPd - Pure-FTPd - vsFTPd                     |
| Serveur SSH/SFTP                 | - SSH                                          | - OpenSSH                                        | - OpenSSH                                                     | - OpenSSH                                      | - OpenSSH                                          |
| Serveur de courrier électronique | - IBM Lotus Domino - Microsoft Exchange Server | - hMailServer - Apache James (en)                | - Citadel (software) (en) - Sendmail - Postfix - Exim - qmail | - Citadel (software) (en) - Sendmail - Postfix | - Citadel (software) (en) - Postfix - Exim - qmail |
| Analyseurs de logs               | - Webtrends (en) Analytics                     | - AWStats - Analog - Webalizer                   | - AWStats - Analog - Webalizer                                | - AWStats - Analog - Webalizer                 | - AWStats - Analog - Webalizer                     |

### Système d'information géographique(SIG)
| Fonctionnalité                      | Logiciels propriétaires                                      | Logiciels libres                                                     | Logiciels libres                                                     | Logiciels libres                                                     | Logiciels libres                      |
| Fonctionnalité                      | Logiciels propriétaires                                      | Windows                                                              | GNU/Linux                                                            | Mac OS                                                               | BSD                                   |
| ----------------------------------- | ------------------------------------------------------------ | -------------------------------------------------------------------- | -------------------------------------------------------------------- | -------------------------------------------------------------------- | ------------------------------------- |
| Système d'information géographiques | - ArcGIS - GeoConcept - MapInfo - Autocad Map - Elyx - Aigle | - GRASS GIS - gvSIG - JUMP - LandSerf - MapServer - Geoserver - QGis | - GRASS GIS - gvSIG - JUMP - LandSerf - MapServer - Geoserver - QGis | - GRASS GIS - gvSIG - JUMP - LandSerf - MapServer - Geoserver - QGis | - GRASS GIS - JUMP - MapServer - QGis |

### Traduction de textes
| Fonctionnalité         | Logiciels propriétaires      | Logiciels libres                                  | Logiciels libres                              | Logiciels libres   | Logiciels libres |
| Fonctionnalité         | Logiciels propriétaires      | Windows                                           | GNU/Linux                                     | Mac OS             | BSD              |
| ---------------------- | ---------------------------- | ------------------------------------------------- | --------------------------------------------- | ------------------ | ---------------- |
| Traduction automatique | - SYSTRAN - Prompt - Reverso | - GPLTrans - Linguaphile - Traduki ? - Apertium ? | - Apertium - GPLTrans - Linguaphile - Traduki | comme pour Linux ? | - Apertium       |

### Mathématique (y compris enseignement)
| Fonctionnalité      | Logiciels propriétaires | Logiciels libres                                                                    | Logiciels libres                                                     | Logiciels libres                                                     | Logiciels libres                          |
| Fonctionnalité      | Logiciels propriétaires | Windows                                                                             | GNU/Linux                                                            | Mac OS                                                               | BSD                                       |
| ------------------- | ----------------------- | ----------------------------------------------------------------------------------- | -------------------------------------------------------------------- | -------------------------------------------------------------------- | ----------------------------------------- |
| Calcul formel       | - Maple - Mathematica   | - SymPy (avec Python)                                                               | - SageMath - Maxima - SymPy (avec Python)                            | - SageMath - Maxima - SymPy (avec Python)                            | - SageMath - Maxima - SymPy (avec Python) |
| Calcul numérique    | - MATLAB                | - Scilab - Octave                                                                   | - Scilab - Octave                                                    | - Scilab - Octave                                                    | - Scilab - Octave                         |
| Géométrie dynamique | - Cabri Géomètre        | - C.a.R. - GeoGebra - CaRMetal - GéoPlan - GéoSpace - DrGeo - GEONExT - TracenPoche | - C.a.R. - GeoGebra - CaRMetal - DrGeo - Kig - GEONExT - TracenPoche | - C.a.R. - GeoGebra - CaRMetal - DrGeo - Kig - GEONExT - TracenPoche | - GeoGebra - DrGeo - Kig - GEONExT        |

### Physique
| Fonctionnalité                                         | Logiciels propriétaires                    | Logiciels libres                       | Logiciels libres                       | Logiciels libres | Logiciels libres |
| Fonctionnalité                                         | Logiciels propriétaires                    | Windows                                | GNU/Linux                              | Mac OS           | BSD              |
| ------------------------------------------------------ | ------------------------------------------ | -------------------------------------- | -------------------------------------- | ---------------- | ---------------- |
| modélisation et simulation de systèmes dynamiques      | - MATLAB-Simulink                          | - Scilab-Xcos                          | - Scilab-Xcos                          | - Scilab-Xcos    | - Scilab-Xcos    |
| mécanique des fluides numérique (CFD)                  | - ANSYS-fluent                             | - OpenFOAM - Code Saturne (Salome-CFD) | - OpenFOAM - Code Saturne (Salome-CFD) | - OpenFOAM       |                  |
| calcul de structures études mécaniques numérique (FEM) | - ANSYS-Mechanical - SolidWorks Simulation | - Code Aster (Salome-Meca)             | - Calculix - Code Aster (Salome-Meca)  |                  |                  |

### Utilitaires
| Fonctionnalité                       | Logiciels propriétaires | Logiciels libres                                                                               | Logiciels libres | Logiciels libres                                                              | Logiciels libres |
| Fonctionnalité                       | Logiciels propriétaires | Windows                                                                                        | GNU/Linux | Mac OS                                                                        | BSD |
| ------------------------------------ | --- | ---------------------------------------------------------------------------------------------- | --- | ----------------------------------------------------------------------------- | --- |
| Optimisation du système              | - CCleaner - TuneUp Utilities | - BleachBit                                                                                    | - BleachBit |                                                                               | |
| Compression et archivage             | - IZArc - WinAce (en) - WinRAR - WinZip | - 7-Zip - gzip - PeaZip                                                                        | - Ark - engrampa - File Roller - gzip - p7zip - PeaZip | - 7zX - gzip                                                                  | - p7zip - Ark - File Roller - gzip |
| Éditeur de texte                     | - Bloc-notes - PSPad - TextEdit - SubEthaEdit - UltraEdit - XMLSpy | - Emacs, XEmacs - jEdit - Notepad++ - Notepad2 - SciTE - gvim                                  | - Emacs, XEmacs - geany - gedit - jEdit - Joe's Own Editor - Kate - KWrite - medit - notepadqq - SciTE - Vi, Vim, nvi, gvim                                                                                              | - Emacs, XEmacs - Atom - gedit - jEdit - Kate - Smultron - Vi, Vim, nvi, gvim | - Emacs, XEmacs - gedit - jEdit - Joe's Own Editor - Kate - SciTE - Vi, Vim, nvi, gvim                                                     |
| Gestionnaire de fichiers             | - Explorateur Windows - Finder | - FileZilla (explorateur intégré) - GXExplorer - JExp - CubicExplorer (Cubic Reality Software) | - FileZilla - Dolphin - Double Commander - JExp - Konqueror - Krusader - Midnight Commander - Nautilus - Nemo - SpaceFM - Xfe - Thunar                                                                                   | - FileZilla - JExp - Konqueror - Krusader - Midnight Commander - Nautilus     | - FileZilla - Dolphin - Krusader - Nautilus - Xfe - Thunar                                                                                 |
| Gravure d'images disques             | - Alcohol 120% - Nero Burning ROM - Utilitaire de disque | - InfraRecorder - Cdrtools                                                                     | - Cdrtools - K3b - Serpentine - X-CD-Roast - Brasero - Xfburn | - Cdrtools - X-CD-Roast - LiquidCD                                            | - Cdrtools - K3b - Serpentine - Brasero |
| Antivirus                            | - AntiVir - Avast! antivirus - AVG Anti-Virus - BitDefender - Kaspersky Anti-Virus - Norton AntiVirus                                                                                             | - ClamWin AntiVirus - Winpooch                                                                 | - ClamAV | - ClamXav - Sophos                                                            | - ClamAV |
| Pare-feu                             | - NetBarrier - Zone Alarm | - CodeSeeker                                                                                   | - CodeSeeker - NuFW - iptables | - ipfirewall - Packet Filter - sunShield                                      | - Packet Filter |
| Clonage, Sauvegarde, Synchronisation | - Acronis True Image - Ghost (Symantec) - SyncBack - SyncToy (en) (Microsoft gratuit) - Utilitaire de disque                                                                                      | - Clonezilla - Cobian Backup (en) - Duplicati - FreeFileSync - g4l - Syncthing                 | - Back In Time (software) (en) - Bacula / Bareos - Clonezilla - De nombreux outils de sauvegarde en ligne de commande à l'aide de cron - Duplicati - g4u - Mondo Rescue - Partimage (en) - rdiff-backup (en) - Syncthing | - Carbon Copy Cloner - Duplicati - RsyncX - Syncthing                         | - Bacula - De nombreux outils de sauvegarde en ligne de commande à l'aide de cron - Duplicati (FreeBSD...) - rdiff-backup (en) - Syncthing |
| Renommage de fichiers                | - MultiRenamer | - Ant Renamer - Métamorphose (renamer) (en)                                                    | - Métamorphose - prename - pyRenamer - Thunar - KRename |                                                                               | - pyRenamer - Thunar |
| Recherche de fichiers                | - Barres de recherches intégrées aux explorateurs propriétaires (cf. ci-dessus) - Yahoo! Desktop Search - Windows Desktop Search (en) - Google Desktop - Copernic Desktop Search (en) - Spotlight | - Barres de recherches intégrées aux explorateurs libres (cf. ci-dessus) - Wilbur              | - Barres de recherches intégrées aux explorateurs libres (cf. ci-dessus) - Beagle - Strigi | - - Barres de recherches intégrées aux explorateurs libres (cf. ci-dessus)    | - Barres de recherches intégrées aux explorateurs libres (cf. ci-dessus) - Strigi                                                          |
| Indexation de données                | - WhereIsIt - Cathy | - Gwhere                                                                                       | - Gwhere |                                                                               | |
| Reconnaissance optique de caractères | - OmniPage - Readiris | - GOCR - Tesseract                                                                             | - GOCR - OCRopus - Tesseract | - Tesseract                                                                   | |

### Autres sources
- (fr) Quelques alternatives libres à leurs équivalents propriétaires, sur Framasoft.
- Prism-break.org
- (fr) Tableau récapitulatif d'alternatives numériques libres et éthiques classées par types d'usages

### Autres catégories(en)
- Categorie:Liste des logiciels de simulation libres
- Categorie:Liste des logiciels de développement assisté par ordinateur
- Categorie:Liste des logiciels de simulation libres
- Categorie:Liste des logiciels de Conception Assistée par Ordinateur libres
- Categorie:Liste des logiciels de simulation Elements Finis pour linux
- Categorie:Liste des logiciels de simulation
- Categorie:Liste des logiciels de simulation libres § simulation
- Categorie:Liste des logiciels de simulation
- Categorie:Liste des langages de programmation pour la simulation
- Categorie:Liste des logiciels d'optimisation mathématique
- Categorie:Liste des logiciels de programmation déclarative
- Categorie:Programmation orienté objet